# شوپیچ
شوپیچ (به صربی: Šopić) یک منطقهٔ مسکونی در صربستان است که در لازارواتس واقع شده‌است. شوپیچ ۱۴٫۷۸ کیلومتر مربع مساحت و ۲٬۶۱۹ نفر جمعیت دارد و ۱۳۷ متر بالاتر از سطح دریا واقع شده‌است.